# تیرشنک
تیرشنک (به آلمانی: Thierschneck) یک شهر در آلمان است که در زاله‌هلتسلاند واقع شده‌است. تیرشنک ۱۱۱ نفر جمعیت دارد.